# Valtorta
Valtorta är en ort och kommun i provinsen Bergamo i regionen Lombardiet i Italien. Kommunen hade 267 invånare (2018).